# Cordylus tropidosternum
Cordylus tropidosternum es una especie de lagarto arborícola de la familia Cordylidae. Se distribuye por el sudeste de Kenia, Tanzania, sur de Zaire, Malaui, Mozambique y nordeste de Zimbaue.
Puede llegar a medir un máximo de 20 cm, de los que la mitad son cola. Las hembras son ligeramente mayores que los machos. Son de color marrón oscuro con motas más claras o más oscuras. El vientre es blanquecino. Las escamas dorsales y de las patas están quilladas
Es ovovivíparo. Se alimenta de un amplio especttro de invertebrados: escarabajos, larvas de insectos, milpies, termitas, arañas, grillos y cucarachas. Suele encontrarse en huecos o bajo la corteza de los árboles y en grietas en zonas rocosas.